# Matthew Suberan
Matthew Augustus Suberan (sinh ngày 3 tháng 2 năm 1995) là một cầu thủ bóng đá người Quần đảo Cayman thi đấu ở vị trí tiền vệ. Anh từng đại diện Quần đảo Cayman thi đấu trận vòng loại World Cup năm 2011. Anh cũng được lựa chọn để đại diện Quần đảo Cayman tham dự vòng loại U-20 thế giới ở New Zealand.
Suberan ra mắt quốc tế lúc 16 tuổi vào ngày 11 tháng 11 năm 2011 trong trận đấu vòng bảng tại Vòng loại giải vô địch bóng đá thế giới 2014 khu vực Bắc, Trung Mỹ và Caribe (Vòng 2) trước Cộng hòa Dominica.